# Lac de la Presqu'île (Nord-du-Québec)
Le Lac de la Presqu'île est une étendue d'eau formant un lac à 5,4 km au sud du centre de la ville de Chapais, sur le territoire du Gouvernement régional d'Eeyou Istchee Baie-James, dans la région administrative du Nord-du-Québec, au Québec, au Canada. Ce plan d'eau chevauche les cantons de
Lévy, de Brongniart et de Brochant.
La partie Nord du lac est desservi par une route forestière provenant de la ville de Chapais et se détachant de la route 113.
La surface du "lac de la Presqu'île" est habituellement gelée du début novembre à la mi-mai, toutefois la circulation sécuritaire sur la glace se fait généralement de la mi-novembre à la mi-avril.

## Géographie
Le lac de la Presqu'île a pris place à l'intérieur du cratère du lac de la Presqu'île, cratère de météorite datant du Cambrien.
Le lac ressemblant à un fer à cheval mesure 5,9 km de longueur par 5,6 km de largeur et couvre une superficie d'environ 20 km2.
Une lande de terre s'avance sur 3,6 km vers le Sud-Ouest soit vers le milieu du lac, depuis la rive nord-Est, formant une presqu'île d'une largeur de 2,4 km et donnant ainsi son nom à ce lac québécois.
Le lac de la Presqu'île est traversé vers l'Ouest par la rivière Obatogamau dont le courant contourne par le Sud la grande presqu'île qui s'étend dans le lac. Ce lac est aussi alimenté par la décharge (venant du Sud) drainant notamment le Lac Esox et trois ruisseaux provenant du Nord, dont l'un draine les eaux du Lac du Muguet.

## Géologie
Sur les berges de la rivière Obatogamau à 5 km à l'Est du lac, on a retrouvé des segments de cônes de percussion (anglais : shatter cones), traces laissées par l'impact cosmique ayant formé le cratère il y a environ 759 millions d'années. Ces cônes ont généralement une longueur de 10 à 20 cm de long ; certains atteignent 60 cm.

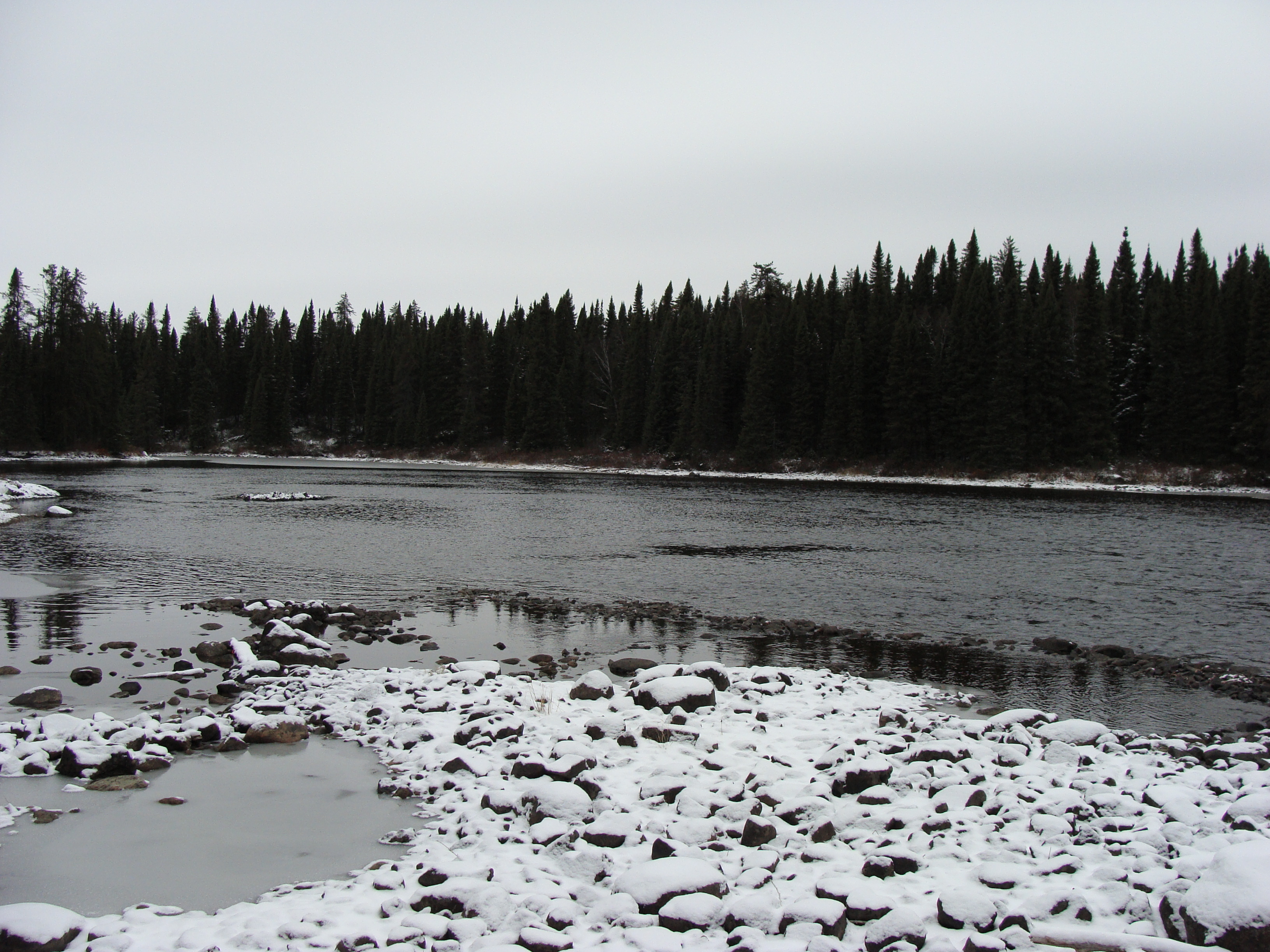
Rivière Obatogamau

Le cratère original comportait un diamètre estimatif d'au moins 12 km. De nos jours, le cratère comporte un diamètre d'environ 20 km. La topographie du terrain environnant a subi de fortes érosions entrainant un nivelage progressif d'environ 3 000 m d'épaisseur, lors des périodes glaciaires. Les collines environnantes comportent des roches cristallines. La topographie du Bouclier canadien dans la région de Chibougamau comporte de vastes plateaux, des plaines marécageuses et de vieilles montagnes d'origines volcaniques aux sommets usés. La composition de l'écorce terrestre résulte de l'effet d'anciens volcans sous-marins en milieu tropical. Puis, le plancher océanique s'est relevé sous l'effet des chocs des plaques tectoniques, formant ainsi la partie Nord du Bouclier canadien.
Au nord du lac Opémisca, d'anciennes coulées de «laves coussinées» et d'anciennes «brèches de coulées» sont encore visibles. Ces formations géologiques se sont créées à la suite du refroidissement rapide de la lave brûlante au contact de l’eau de mer.